# Ильин, Георгий Дмитриевич
Георгий Дмитриевич Ильин — советский геолог, организатор геологоразведочных работ и добычи газа в Советском Союзе, лауреат Ленинской премии.
В 1950-х — 1960-х годах руководил Кавказской конторой промысловой геофизики в городе Ставрополе (управляющий конторой треста «Краснодарнефтегеоразведка»).
Освоенные под его руководством промышленные месторождения природного газа положили начало газификации Москвы, а впоследствии — всей страны. Отличался исключительным талантом организатора производства.

## Награды
- Ленинская премия за открытие и разведку крупных газоконденсатных месторождений в Краснодарском крае (1961)[1].